# Bojan Drenik
Bojan Drenik, (1876–1965): prosvetni delavec, publicist, načelnik ljubljanskega Sokola. Sin sokola Frana Drenika, po katerem se še danes v Ljubljani imenuje Drenikova ulica.
Ob pomoči Škofjeloškega muzeja, NUK, profesorja Ivana Čuka s Fakultete za šport in Savate zveze Slovenije smo uspeli neutrudnega sokola Bojana Drenika slovenski in širši javnosti prikazati kot avtorja ene prvih borilnih knjig v Sloveniji, točneje prvi trenerski knjigi Pestenje in borenje z dolgo palico namenjeni savatu - francoskemu boksu in batonu. Knjiga je prevod O rohování (box) a šermu holí dlouhou (baton) češkega avtorja Jindricha Vaničeka (1862-1934), ki je knjigo napisal že leta 1898. Knjigo je Savate zveza Slovenije digitalizirala v NUK leta 2018 kot edina borilna zveza, ki je za to delo pokazala zanimanje in jo ponudila trenerskemu kadru v primerjavo z današnjimi sodobnimi tehnikami savata. V knjigi je omenjen tudi francoski savate učitelj Charles Charlemont, ki so ga slovenski sokoli ključno z Viktorjem Murnikom poznali v sklopu svojih sokolskih telovadnih aktivnosti.
Bojan Drenik naj bi živel na Rožniku (Vir: Delo) od koder je dosegal različne lokacije svojega delovanja v smislu širitve sokolstva in borilstva po Sloveniji. deloval je v Škofja Loki, Jesenicah, Domžalah, Ljubljani in seveda tudi mednarodno. V svoji hiši gosti literarno skupino Zadruga v katere član je tudi sam, ne gre pa pozabiti tudi člana Ivana Cankarja.
Sokol Bojan Drenik počiva na Ljubljanskih (Plečnikovih) Žalah Oddelek [55A], Vrsta [14], Grob [9]. Slika
Sokolsko gibanje na Slovenskem pusti močan pečat predvsem pri širjenju športnih prvin, danes označenih kot panoge iz smeri zahoda (Francija, Velika Britanija, ZDA) v Slovenijo. Izgradnja Ljubljanskega stadiona 1922 in zlet ki je sledil v istem letu pritegneta 50.000 ljudi, 100.000 pa je zabeleženih opazovalcev na ljubljanskih ulicah. Po zaslugi sokolov se oblika poučevanja nožnih tehnik in pestenja takrat označena kot savate prenese tudi v manjše kraje kar lahko vidimo v predstavitvi Cerkniških sokolov na predstavitvi v Trnovem v Ljubljani.